# Yablonovski
Yablonovski (del ruso: Яблоно́вский) es un asentamiento de tipo urbano de la república de Adiguesia, en el sur de Rusia. La localidad se encuentra en el límite norte del Cáucaso, 100 km al noroeste de Maikop, la capital de la república, sobre la orilla izquierda del Kubán, enfrente de Krasnodar (con la que se conecta por puentes), capital del vecino krai homónimo. Pertenece administrativamente al municipio homónimo en el raión de Tajtamukái, que se encuentra 8 km al sudeste. En realidad, se ha convertido en un suburbio de Krasnodar y como tal es la segunda población en número de habitantes de la república tras la capital, Maikop, con 26 171 habitantes en 2010.
Es cabeza del municipio Yablonovskoye, al que pertenecen asimismo Novi y Perekatni.

## Historia
Puede considerarse que la fundación de la localidad tuvo lugar en 1888, en tierras propiedad del príncipe Ferdinand Yablon(ov)ski, descendiente de la casa de Saboya, donde se edificó el jútor Yablanovka. La antigua forma del nombre de la localidad es usada aún por sus habitantes. En 1911 se instaló en la localidad la primera fábrica de Rusia destinada a la producción de maquinaria y vehículos para la prospección petrolífera, llamada Kubanol (actualmente zavod im. Sedina). El lugar recibió en 1958 el estatus de asentamiento de tipo urbano. En octubre de 2009, el Presidente de la República de Adiguesia dijo que la ciudad es la principal candidata para recibir el estatus de ciudad, debido a que es la segunda ciudad en población de la república, con bastante más que en Adygeisk y por su proximidad a Krasnodar.

## Demografía
| 1939   | 1959   | 1970   | 1979   | 2010   |
| ------ | ------ | ------ | ------ | ------ |
| 24.939 | 25.063 | 25.507 | 25.502 | 26.171 |

### Composición étnica de la población
- Rusos  - 64,18 %
- Adigué - 24,18 %
- Armenios - 3,41 %
- Ucranianos - 2,03 %
- Kurdos - 0,81 %
- Tártaros - 0,65 %

## Cultura y educación
En la población hay una escuela de educación primaria, tres de secundaria y una filial de la Universidad Tecnológica Estatal de Maikop
Hay dos iglesias ortodoxas y una mezquita.

## Economía y transporte
En Yablonovski hay compañías dedicadas al envasado de frutas y verduras. Sin embargo, la mayoría de la población trabaja en el vecino Krasnodar.
La localidad se encuentra en el ferrocarril Rostov del Don-Novorossisk-Sochi. Asimismo se encuentra en la carretera A146 Krasnodar - Krymsk - Novorossisk.